# رينيه ميلينديز
رينيه ميلينديز (بالإسبانية: René Meléndez Brito)‏ (29 ديسمبر 1928 في تشيلي - 14 نوفمبر 2002 بفينيا ديل مار في تشيلي) هو لاعب كرة قدم تشيلي في مركز الهجوم. لعب مع إيفرتون دي فينا ديل مار ونادي أونيفرسيداد دي تشيلي ونادي أوهيجينس وClub Deportivo Luis Cruz Martínez ‏ وديبورتيس كولتشاغوا ويونيون لا كاليرا.

## وصلات خارجية
- رينيه ميلينديز على موقع ناشيونال فوتبول تيمز (الإنجليزية)
- رينيه ميلينديز على موقع عالم كرة القدم.نت (الإنجليزية)